# Brie-Bardenac
Ancienne commune de la Charente, la commune de Brie-Bardenac a existé de 1973 à 1993. 
Elle a été créée en 1973 par la fusion des communes de Bardenac et de Brie-sous-Chalais. 
En 1993 elle a été supprimée et les deux communes constituantes ont été rétablies.